# Agia Paraskevi (Lesbos)
Agia Paraskevi (griechisch Αγία Παρασκευή) ist ein Gemeindebezirk der Gemeinde Dytiki Lesvos auf der Insel griechischen Insel Lesbos. Der zentral gelegene Gemeindebezirk erstreckt sich über 118,491 km² nordöstlich des Golfs von Kalloni. Er hat 5269 Einwohner (2011) und besteht aus dem Stadtbezirk Agia Paraskevi und der Ortsgemeinschaft Napi. Benachbarte Gemeindebezirke sind Im Westen Kalloni, im Norden Petra und Mandamados, im Osten Loutropolis-Thermi und Evergetoulas und im Süden Polichnitos.

## Verwaltungsgliederung
Der Gemeindebezirk Agia Paraskevi ging im Rahmen der Verwaltungsreform 2010 aus der gleichnamigen Gemeinde hervor, die anlässlich der Gebietsreform 1997 aus den beiden 1918 gegründeten Landgemeinden Agia Paraskevi und Klomidados (1950 in Napi umbenannt) gegründet worden war. Seit der Korrektur der Verwaltungsreform 2019 zählt Agia Paraskevi zur Gemeinde Dytiki Lesvos.
| Stadtbezirk Ortsgemeinschaft | griechischer Name                   | Code     | Fläche (km²) | Einwohner 2001 | Einwohner 2011 | Dörfer und Siedlungen        |
| ---------------------------- | ----------------------------------- | -------- | ------------ | -------------- | -------------- | ---------------------------- |
| Agia Paraskevi               | Δημοτική Κοινότητα Αγίας Παρασκευής | 53020201 | 101,342      | 2346           | 2234           | Agia Paraskevi, Kandri, Mesa |
| Napi                         | Τοπική Κοινότητα Νάπης              | 53020202 | 17,149       | 282            | 263            | Napi                         |
| Gesamt                       | Gesamt                              | 530202   | 118,491      | 2628           | 2497           |                              |

## Sehenswürdigkeiten
In Agia Paraskevi befindet sich in dem Gebäude der alten Olivenpresse das Museum der industriellen Olivenöl-Produktion (Μουσείο Βιομηχανικής Ελαιουργίας Λέσβου). Dort werden alle Prozesse der  Herstellung von Olivenöl gezeigt. Das umfasst sowohl die Produktionsphasen als auch den Anbau von Oliven, die Vermarktung des Öls sowie die mit diesen Prozessen verbundenen Berufe. Anliegen des Museums ist es auch hervorzuheben, wie fortschrittlich es war, dass die Dorfgemeinschaft als Besitzerin 1910 die Olivenpresse von Agia Paraskevi erbaute und betrieb, und welche Veränderungen dieser Schritt für die regionale Wirtschaft hatte.